# Беязит (площа)

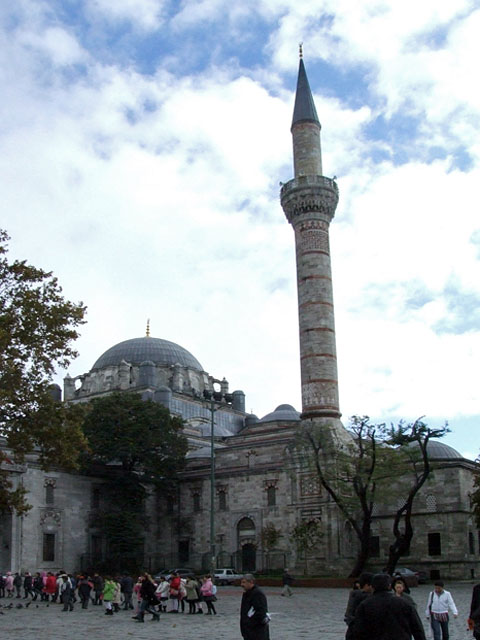
Мечеть на площі Беязит

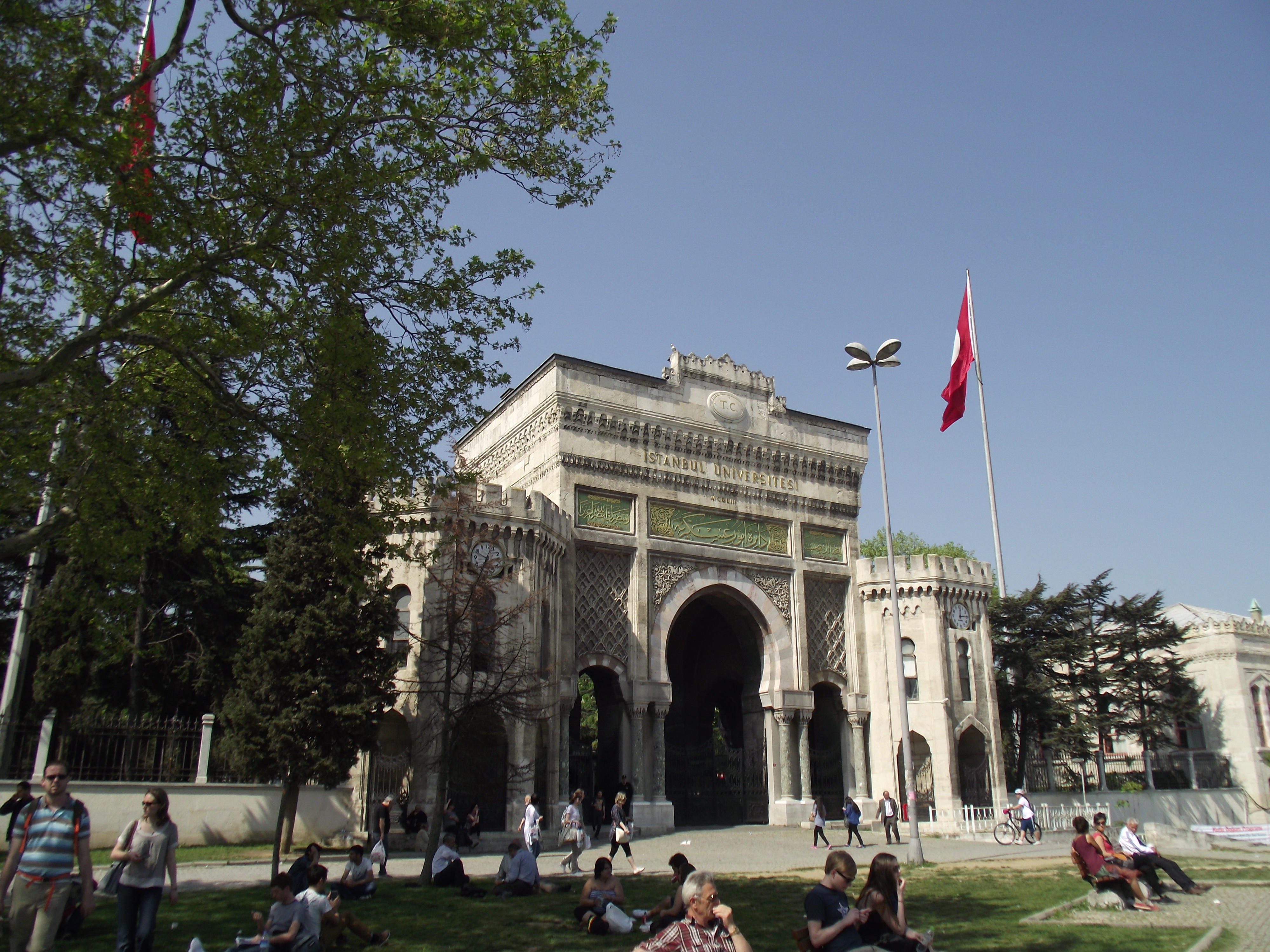
Головні ворота Стамбульського університету на площі Беязит

Площа Беязит (тур. Beyazıt Meydanı) — площа у кварталі Фатіх у старій частині Стамбула. На площі розташовані головний вхід Стамбульського університету, мечеть Баязід і ворота Гранд-Базару.

## Історія
Площа Беязит розташована на місці візантійської площі Биків (Forum Tauri), яка була побудована в 393 році в епоху правління римського імператора Феодосія I. У центрі площі була споруджена тріумфальна арка, прикрашена головами биків і величезний фонтан, вода до якого надходила акведуком Валента. Пізніше візантійці розширили площу і перейменували її на площа Феодосія. Від цих будівель до сьогоднішнього дня дійшли лише окремі фрагменти кам'яних блоків і колон арки.
Сучасну назву площа отримала на честь мечеті Баязід (Беязит), побудованої за часів правління султана Баязида II в 1500—1506 роках.